# Muscoli romboidi
Nell'anatomia umana i muscoli romboidi sono una coppia di muscoli estrinseci del dorso, appartenenti al gruppo dei muscoli spinoappendicolari.  Sono superficialmente ricoperti dal muscolo trapezio, che si sovrappone anche ai muscoli dentato posterosuperiore, erector spinae, intercostali e alle coste.

## Anatomia, origine e inserzione
I muscoli romboidi si divido in:
- Muscolo piccolo romboide;
- Muscolo grande romboide.

Complessivamente, originano dai processi spinosi delle vertebre toraciche dalla prima alla quinta (T1-T5), con l'aggiunta della vertebra prominente (C7) e del legamento nucale limitatamente al muscolo piccolo romboide, e si inseriscono al margine mediale della scapola. Un interstizio separa il muscolo piccolo romboide, sito rostralmente, dal muscolo grande romboide, sito caudalmente, sebbene i margini adiacenti dei due muscoli possano essere occasionalmente uniti.

## Azione
Con la loro azione perfettamente sinergica, i muscoli romboidi elevano e ruotano internamente la scapola, avvicinandola alla colonna vertebrale.  Agendo assieme al muscolo gran dentato, loro antagonista, stabilizzano la cosiddetta articolazione scapolotoracica, spingendo il margine mediale della scapola contro il torace.

## Innervazione
I muscoli romboidi sono innervati dai nervi laterali del plesso cervicale e dal nervo dorsale della scapola (C4-C5), primo ramo posteriore del plesso brachiale. Complessivamente, l'innervazione fa capo ai neuromeri C3-C7.